# Valul verde
Valul verde (în cehă Zelená vlna) este un film de comedie cehoslovac din 1982, regizat de Václav Vorlíček.

## Rezumat
Un soț îi telefonează soției sale de la o cabină telefonică publică și îi spune că se întoarce de la serviciu. Ea și copiii trebuie să se pregătească să plece din oraș și să îl aștepte în fața casei. El ajunge acasă cu autobuzul, uitând că a luat mașina în acea dimineață pentru a putea ajunge mai devreme de la serviciu. Un accident de circulație provoacă un ambuteiaj pe drumul de ieșire din oraș. Bătrânii Reichenberg decid să renunțe la drumul direct spre cabana lor și să facă un ocol pentru a-și vizita unii dintre vechii lor prieteni. Ajunși la cabană, aceștia decid să o vândă primilor ofertanți. La birou, angajații își privesc de la fereastră șeful plecând cu Tatra 613 la o întâlnire și abia așteaptă să iasă mai devreme de la serviciu. Șeful îi induce în eroare atunci când intră în birou și îi informează că plecarea vehiculului său a fost doar o manevră înșelătoare pentru a verifica dacă subordonații nu au plecat mai devreme de la locul de muncă. La gară, șeful de echipă îi așteaptă pe ultimii băieți, care abia așteaptă o excursie la țară. Dezamăgirea lor nu cunoaște atunci când descoperă un pârâu, până atunci curat și plin de pești otrăviți.
Doi soți pensionari au un papagal care zboară din apartamentul lor dintr-un bloc de locuințe. Aceștia au convenit cu vecinii să stingă luminile la o oră convenită seara și sunt singurii care lasă luminile aprinse. Papagalul este astfel capabil să se întoarcă singur la proprietarii săi. Dr. Pelc, psihologul de la linia de asistență, tocmai își termină tura și plănuiește să plece la pescuit în weekend. Tocmai atunci, telefonul sună și la celălalt capăt se aude vocea resemnată a unui bărbat care este pe cale să se sinucidă. Specialistul decide să îl găsească pe bărbat înainte ca acesta să își ducă planul la bun sfârșit cu ajutorul unui taximetrist. 
Un tânăr hoț de buzunare jefuiește o bătrână în metroul din Praga, după ce îi câștigă încrederea. El este jefuit de o bandă de hoți asemănători care revendică zona.
Un bărbat într-un Renault roșu agață o doamnă încântătoare. Pe drum, el ignoră ocolul comandat și continuă pe ruta directă. Riscul nu dă roade, o stâncă este spulberată pe tronsonul închis, iar pietrele care zboară lovesc capota vehiculului. Două studente fac autostopul pe marginea drumului, dar nimeni nu le oprește. Ele decid să îmbunătățească metoda de autostop și se dezbracă până la mijlocul corpului. Spre surprinderea ambelor fete, profesorul lor de literatură le oprește. 
Un soldat primește o permisie de la cazarmă, iar prietena lui îl așteaptă afară cu o mașină. Tânărul crede că vor merge la plimbare cu barca, dar fata îl trage într-o remorcă. Întregul personal al cazărmii urmărește scena. Hoțul Ferret se pregătește de acțiune, plănuind să jefuiască un apartament al cărui proprietar l-a urmărit până la aeroport. Cu toate acestea, eforturile sale sunt zadarnice, deoarece apartamentul vizat este gol. O tânără jefuiește un turist german la pub-ul U Fleků din Praga. Martorii sunt aduși la poliție pentru a depune mărturie. Femeia este bine cunoscută în rândul poliției, iar unul dintre tineri o recunoaște pe prietena sa mai în vârstă, Monika, într-o altă fotografie din baza de date a poliției.
Fata își convinge părinții să o lase să meargă în excursie. Tatăl acceptă cu reticență, dar își rezervă dreptul de a o verifica în orice moment. În același timp, el este uimit când fiica sa își împachetează chitara, nevenindu-i să creadă că ar putea cânta un cântec frumos cu vocea ei. Ea își uimește apoi prietenii de lângă foc cu un hit rock'n' roll. 
Miloš Labuda ratează propria nuntă pentru că își uită amanta căsătorită. După câteva peripeții, ajunge în apartamentul părinților aleasei sale, unde primește o bătaie de la aceasta. Acest lucru rezolvă totul și nunta poate începe. Un angajat entuziast repară în timpul liber, în weekend, un utilaj dintr-o fabrică, astfel încât acesta să poată produce peste norma. El este ajutat de un membru al pazei fabricii, care îl acuză că este prea bun. Acesta îi spune că colegul său din schimbul doi câștigă în prezent bani tăind pepeni. Un doctor alină o asistentă care plânge în spital și care este și iubita lui. El îi explică faptul că trebuie să petreacă acest weekend cu soția sa la cabană. Asistenta îl informează că ultima persoană internată în spital în urma accidentului de mașină este soția sa. 
Taximetristul refuză plata călătoriei de la doctorul Pelz, pe care l-a ajutat să-l salveze pe bărbatul disperat. În plus, îi oferă acestuia o cursă gratuită pentru un weekend de pescuit în Slapy, pe care altfel l-ar fi ratat.

## Distribuție
- Radovan Lukavský - dr. Pelc
- Rudolf Jelínek - taximetristul
- Josef Chvalina - profesorul Doucha
- Jiří Adamíra - domnul Reichenberger
- Svatava Hubeňáková - doamna Reichenberger
- Laďka Kozderková - Jirina
- Karel Hábl -
- Olga Blechová - blonda Muller
- Monika Hálová - soldatul Moza
- Martin Velda - soldatul
- Pavel Zedníček - Fretka
- Jitka Zelenohorská - șoferița
- Pavel Havránek - Milos Labuda